# Coerebinae
Coerebinae es una subfamilia propuesta de aves paseriformes de la familia Thraupidae que agrupa a treinta y dos especies, en catorce géneros, nativas de la América tropical (Neotrópico), donde se distribuyen desde el sur de México, por América Central, islas caribeñas y América del Sur, hasta el oeste de Bolivia, sur de Brasil, noreste de Argentina y norte de Uruguay, pero la gran mayoría de las especies son endémicas de islas caribeñas y de las islas Galápagos.

## Etimología
El nombre de la subfamilia deriva del género Coereba, creado por el naturalista francés Louis Pierre Vieillot en 1809, que se supone deriva del nombre tupí «guira coereba» designando a un pequeño pájaro azul, negro y amarillo.

## Características

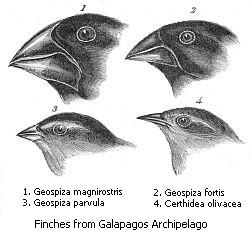
Diferentes picos de pinzones de Darwin, ilustración en Gould Journal of researches into the natural history and geology of the countries visited during the voyage of H.M.S. Beagle round the world, 1845.

La principal característica común a las especies del grupo es la arquitectura del nido, que es una esfera o cobertura con entrada lateral, una construcción poco usual entre aves, y que dentro de los tráupidos solamente es encontrada en el presente grupo y en dos especies de Thraupinae. Las especies del grupo presentan una variedad de formas y tamaños del pico, incluyendo nectarívoros (p. ej. Coereba, Euneornis), semilleros (p. ej. Geospiza, Loxigilla, Tiaris) e insectívoros (p. ej. Certhidea). Inclusos en esta subfamilia están los pinzones de Darwin, un ejemplo clásico de especialización y radiación adaptativa.

## Taxonomía
Los datos genéticos más recientes (Burns et al. 2002, 2003) suministraron un fuerte soporte para un grupo monofilético formado por Coereba, Tiaris, y los pinzones de Darwin (Certhidea, Platyspiza, Camarhynchus y Geospiza, e incluyendo Pinaroloxias), así como también los géneros caribeños Euneornis, Loxigilla, Loxipasser, Melanospiza y Melopyrrha (todos anteriormente colocados en Emberizidae); este grupo aparecía embutido dentro del linaje de los tráupidos. En la Propuesta N° 98 al Comité de Clasificación de Sudamérica (SACC) se aprobó el abandono de la familia Coerebidae, que hasta entonces era exclusiva de Coereba, y en la Propuesta N° 126 se aprobó mover Coereba junto a Tiaris y los pinzones de Darwin, temporariamente en una categoría incertae sedis. Finalmente, los estudios de Barker et al. (2013) y Burns et al. (2014) confirmaron fuertemente la monofilia del clado descrito más arriba y su inclusión en la familia Thraupidae, posición que es actualmente seguida por todas las clasificaciones.  Para designar al clado, propusieron el nombre de una subfamilia Coerebinae, que era el nombre más antiguo disponible, creado por los ornitólogos franceses Alcide d'Orbigny & Frédéric de Lafresnaye en 1838, y a pesar de haber sido anteriormente utilizado como familia monotípica.
Con base en amplios estudios filogenéticos realizados en los años 2010, que encontraron que la especie Tiaris olivaceus no era ni cercanamente relacionada con las especies antes contenidas en Tiaris, Burns et al. (2016) propusieron transferir las especies Tiaris fuliginosus y Tiaris obscurus para un nuevo género Asemospiza; Tiaris bicolor para el género Melanospiza y Tiaris canorus para un género monotípico resucitado Phonipara. Los cambios taxonómicos fueron aprobados por el SACC en la Propuesta N° 730 parte 4.

## Géneros
Según el ordenamiento propuesto, la presente subfamilia agrupa a los siguientes géneros:
- Coereba
- Tiaris
- Euneornis
- Melopyrrha
- Loxipasser
- Phonipara
- Loxigilla
- Melanospiza
- Asemospiza
- Certhidea
- Platyspiza
- Pinaroloxias
- Camarhynchus
- Geospiza